# غويليرمي لوبيز دا سيلفا
غويليرمي لوبيز دا سيلفا هو لاعب كرة قدم برازيلي في مركز الوسط، ولد في 23 أغسطس 1992 في ساو باولو في البرازيل. لعب مع نادي بورتو.

## وصلات خارجية
- غويليرمي لوبيز دا سيلفا على موقع قاعدة بيانات كرة القدم.إي يو (الإنجليزية)
- غويليرمي لوبيز دا سيلفا على موقع Soccerway.com (الإنجليزية)